# Stanley Black & Decker
‌
Pour les articles homonymes, voir Stanley.
Stanley Black & Decker, Inc. (NYSE : SWK) anciennement Stanley Works est un constructeur et distributeur de produits pour le bricolage et le jardinage, ainsi que pour des applications commerciales.

## Histoire

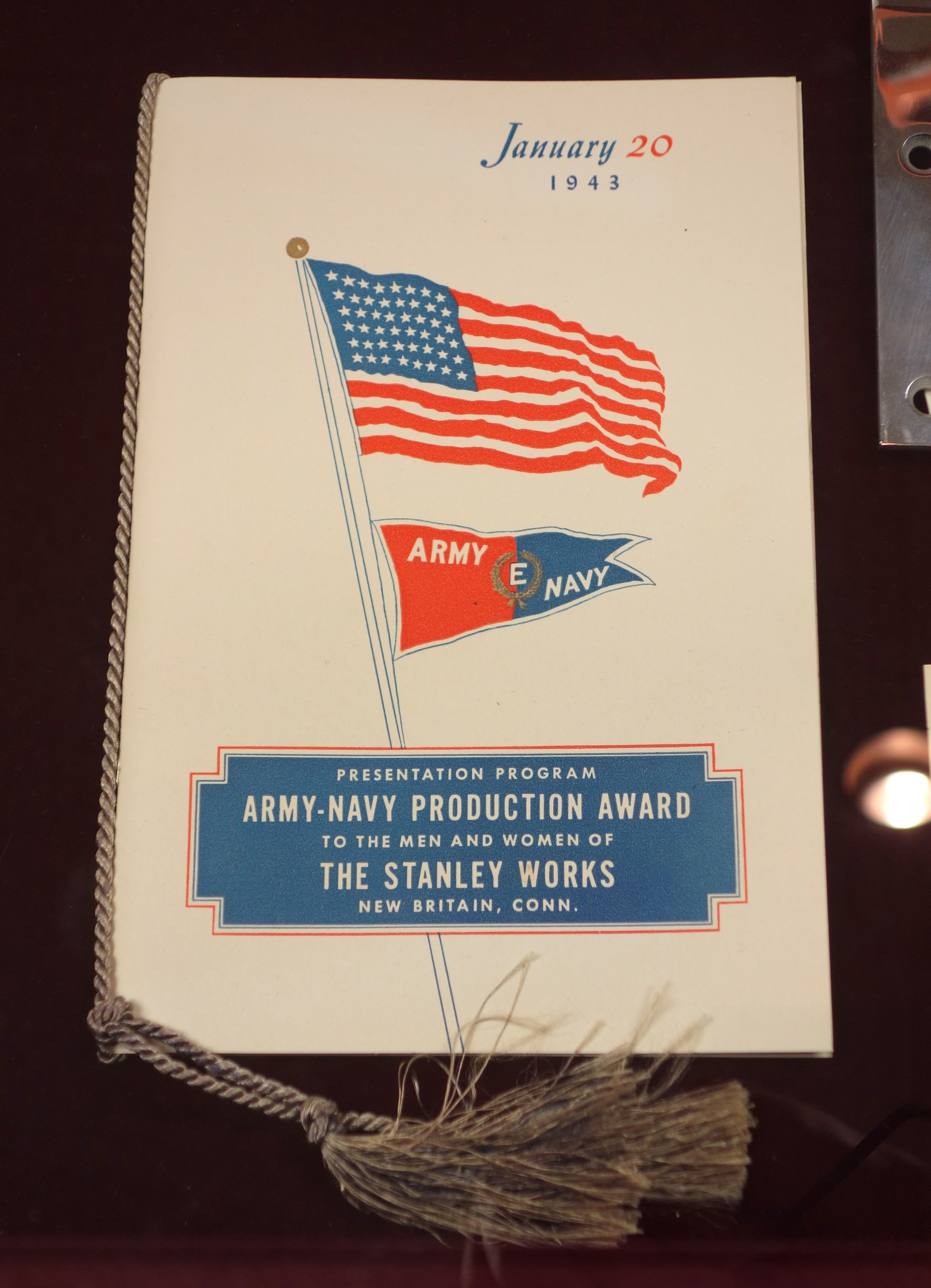
Army-Navy "E" Award à Stanley Works (20 janvier 1943).

L'entreprise résulte de la fusion en 2010 de Stanley Works et de Black & Decker.
En octobre 2016, Stanley Black & Decker annonce l'acquisition des activités d'outillage de Newell Brands pour 1,95 milliard de dollars.
En janvier 2017, Stanley Black & Decker annonce l'acquisition de l'activité de production de machines d'extérieur telles les tondeuses et les souffleuses à neige, de Sears pour 900 millions de dollars.
En décembre 2021, Securitas annonce l'acquisition pour 3,2 milliards de dollars de Stanley Security, filiale de Stanley Black & Decker spécialisée dans la sécurité électronique, que Securitas avait mis en bourse en 2006, avant d'être acquise par Stanley Black & Decker en 2011.

## Marques
Stanley Black & Decker détient les marques suivantes :
- Stanley (en)
- Black & Decker
- DeWalt
- Facom
- Irwin Industrial Tools (en)
- Porter Cable
- Delta Machinery
- Kwikset
- Baldwin
- Weiser Lock
- Price Pfister
- Emhart Teknologies
- USAG
- Bost Garnache Industries (marques Ega Bost et Bost)

Stanley
Black+Decker
DeWalt
Facom

- Tona
- Mac Tools
- Proto
- Pastorino
- Molly
- Expert
- britool
- ZAG Industries
- Bostitch
- Craftsman

- Stanley
- Black+Decker
- DeWalt
- Facom

## Sites de production

### Aux États-Unis
Stanley Black & Decker détient 49 sites de production aux États-Unis.

### Chine
En novembre 2020, Stanley Black & Decker ferme une usine à Shenzhen en raison de la hausse des coûts de la main-d'œuvre et des terrains. Plus de 1 000 personnes y étaient employées.

## Actionnariat
Liste des principaux actionnaires au 14 novembre 2021 :
| The Vanguard Group                               | 7,63 % |
| Capital Research & Management (Global Investors) | 5,19 % |
| JPMorgan Investment Management                   | 4,97 % |
| Massachusetts Financial Services (en)            | 4,45 % |
| SSgA Funds Management                            | 4,36 % |
| Axon Capital                                     | 3,31 % |
| Wells Fargo Bank (Private Banking)               | 2,38 % |
| BlackRock Fund Advisors                          | 2,10 % |
| Pacific Financial Research                       | 1,97 % |
| Amundi Asset Management US                       | 1,78%  |